# Aleksandr Rutskói
Aleksandr Vladímirovich Rutskói (en ruso: Алекса́ндр Влади́мирович Руцко́й; Jmelnitski, óblast de Jmelnitski, RSS de Ucrania, URSS; 16 de septiembre de 1947) es una figura militar, estatal y política soviética y rusa, Héroe de la Unión Soviética (1988), mayor general de aviación (1991) retirado, doctor en Economía, candidato de Ciencias Militares, catedrático. Veterano de la guerra de Afganistán.
Del 1990 al 1991 fue diputado del Pueblo de la RSFSR, miembro del Consejo de Nacionalidades del Sóviet Supremo de la RSFSR, miembro del Presídium del Sóviet Supremo de la RSFSR.
Único vicepresidente en la historia de la Rusia postsoviética (1991-1993). Del 22 de septiembre al 4 de octubre de 1993 — presidente en funciones de la Federación Rusa, con poderes no reconocidos por Borís Yeltsin.
Del 1996 al 2000 fue gobernador de la óblast de Kursk, miembro del Consejo de la Federación, miembro del Comité de Política Económica del Consejo de la Federación.

## Primeros años y carrera profesional

### Orígenes y primeros años
Alexandr Rutskói nació el 16 de septiembre de 1947 en la ciudad de Proskúrov (actual Jmelnitski), óblast de Kamenets-Podolsk (actual Jmelnitski) de la RSS de Ucrania, en la familia de un oficial militar (oficial de tanques), participante en la Gran Guerra Patria.
Pasó su infancia en las guarniciones del lugar de servicio militar de su padre.
En 1964 se graduó en una escuela secundaria de ocho años. De 1964 a 1966 estudió en la escuela nocturna, al mismo tiempo que trabajaba como mecánico de aviones en un aeródromo militar. Desde el noveno curso estudió en el aeroclub, en el departamento de pilotos. Después de que la familia Rutskói se trasladara temporalmente a Leópolis (debido a la jubilación de su padre en 1966), trabajó en la Planta de Reparación de Aviación de Leópolis como montador.
En 1966, después de que Rutskói fuera reclutado por las Fuerzas Armadas Soviéticas, sus padres se trasladaron a Kursk, la ciudad natal de su padre.

### Familia
- Padre — Vladímir Alexándrovich Rutskói (1924-1991), militar de cuadro, conductor de tanques,[4] teniente coronel retirado, veterano de la Gran Guerra Patria, pasó toda la guerra y llegó a Berlín, fue condecorado con seis órdenes y quince medallas.[5]
- Madre — Zinaida Iosifovna Sokolovskaya (1927-2004),[6] diplomada en comercio, trabajaba en el sector servicios.
- Abuelo - Alexandr Ivánovich Rutskói, honrado ferroviario de la URSS.
- Abuela - María Pávlovna Volójova.
- Hermano mediano — Mijaíl Vladímirovich Rutskói, teniente coronel del Ministerio del Interior, se graduó en la Academia del Ministerio del Interior de Rusia en Moscú en 1991 y se convirtió en oficial superior de investigación criminal en Kursk, luego hasta 1998 ocupó el cargo de Jefe del Departamento de Asuntos Internos de la óblast de Kursk[7] — jefe de la Milítsiya de Seguridad Pública. Durante los sucesos de octubre de 1993 se encontraba en la Casa de los Sóviets junto con su hermano.[8] El 4 de octubre de 1993, al salir del edificio del Sóviet Supremo de Rusia, fue herido tangencialmente en el costado y la pierna.
- Hermano menor — Vladímir Vladímirovich Rutskói (1952-2017), piloto militar, sirvió en la Escuela Superior de Aviación Militar de Borisoglebsk,[9] teniente coronel en la reserva. Posteriormente, se convirtió en jefe de «Factor» JSC, que se hizo cargo de la planta de procesamiento de carne Konyshyovsky.

### Servicio militar
En noviembre de 1966, Alexandr Rutskói fue reclutado por el ejército soviético. Prestó servicio en la ciudad de Kansk, en el krai de Krasnoyarsk, en la escuela de fusileros de radio de aviación. En 1967, con el grado de sargento, ingresó en la Escuela Militar Superior de Aviación de Barnaúl y se graduó en 1971. De 1971 a 1977 sirvió en la Escuela Superior de Aviación Militar de Borisoglebsk. Ocupó los cargos de instructor de vuelo, comandante de escuadrón de vuelo, subcomandante de escuadrón de aviación. En 1980, se graduó en la Academia de las Fuerzas Aéreas Yuri Gagarin. Tras graduarse en la Academia de la Fuerza Aérea, fue enviado al Grupo de Fuerzas Soviéticas en Alemania como comandante de escuadrón. Sirvió en el regimiento de cazabombarderos de la Guardia. Su último cargo fue el de jefe de Estado Mayor del regimiento.

#### Participación en operaciones de combate en Afganistán
De 1985 a 1988, Alexandr Rutskói participó en operaciones de combate como parte del contingente limitado de tropas soviéticas en Afganistán. Fue comandante de un regimiento de asalto de aviación del 40.º Ejército de Armas Combinadas. Durante la guerra afgana, voló en 485 misiones de combate en el avión de ataque Su-25.
El 6 de abril de 1986, a las 22:00 horas, durante la 360a salida de combate, el avión del teniente coronel Rutskói, comandante del regimiento aéreo, fue derribado desde tierra durante la batalla por la base de Jawara por un misil de un sistema de defensa antiaérea portátil «FIM-43 Redeye». En el avión con los motores en llamas, intentó alcanzar a los suyos, por lo que se eyectó pocos segundos antes de impactar contra el suelo desde una altura de 50 metros. Al impactar contra el suelo, sufrió graves daños en la columna vertebral (según el diagnóstico de los médicos, sufrió una fractura por compresión de la columna vertebral). Fue recogido por un transporte blindado de personal del ejército afgano, pero durante el tiroteo resultó herido dos veces (en la pierna y en la espalda), tras lo cual fue evacuado por un helicóptero soviético a un hospital del 40.º Ejército de las Fuerzas Armadas Combinadas.
Según los médicos, fue un milagro que sobreviviera; tendría que pasar el resto de su vida en una silla de ruedas. Pero, en contra de todos los pronósticos médicos, un mes y medio después de la caída, como resultado de una compleja rehabilitación y un duro entrenamiento, Rutskói se recuperó y empezó a caminar de forma independiente, primero con muletas y luego sin ellas. Tras el tratamiento en el hospital, fue suspendido de vuelo y en diciembre de 1986 fue nombrado subjefe del Centro de Aplicación de Combate y Reentrenamiento del Personal de Vuelo de Aviación de Primera Línea de las Fuerzas Aéreas de la URSS en Lípetsk.
La primera mención de Rutskói en los medios de comunicación apareció el 13 de junio de 1986 en el periódico Krásnaya Zvezdá.
Se le permitió de nuevo volar tras pasar la comisión médica para el programa de cosmonautas en el 70.º Instituto de Medicina Espacial. En abril de 1988 fue nombrado vicecomandante de las Fuerzas Aéreas del 40.º Ejército de Armas Combinadas del distrito militar del Turquestán y enviado de nuevo a la República de Afganistán. En abril-agosto voló 97 salidas de combate, 48 de ellas nocturnas.
El 4 de agosto de 1988, fue derribado por segunda vez, por un caza F-16 de la Fuerza Aérea paquistaní (misil Sidewinder) pilotado por Ather Bojari, durante un bombardeo nocturno contra depósitos de municiones de los muyahidines afganos cerca del pueblo de Shaboheil, al sur de Jost, donde la frontera afgano-paquistaní estaba a sólo 6-7 kilómetros (los aviones soviéticos tenían prohibido acercarse a la frontera a menos de 5 kilómetros). Este hecho nunca fue discutido por la parte soviética, pero sí las razones subjetivas por las que el Su-25 de Rutskói se encontraba allí. Uno de los dos pilotos pakistaníes que participaron en la operación de interceptación del avión de Rutskói se había graduado en una escuela de aviación militar soviética. Según el testimonio del propio Rutskói, fue traicionado por su propio colega, el comandante del grupo de cazas de cobertura, que informó a la parte paquistaní de que era Rutskói quien iba a pilotar la misión y dio las coordenadas de su ubicación a los cazas de defensa antiaérea paquistaníes. Rutskói aterrizó en un bosque, tras lo cual, según sus propias palabras, eludió la persecución durante cinco días, recorriendo 28 kilómetros con un calor de cuarenta grados y sin comida.
Según el relato de Rutskói, durante mucho tiempo se defendió a tiros de los muyahidines que le rodeaban, consiguió abatirlos a casi todos, se escondió en las montañas y casi llegó a las posiciones soviéticas, pero el 9 de agosto fue entregado a los muyahidines afganos que le perseguían por una lugareña que se encontró con él por el camino. Según recordó Rutskói, fue retenido bajo custodia del comandante de campo afgano Gulbudin Hekmatiar, donde fue colgado de un potro durante casi dos días. El 11 de agosto, los muyahidines lo entregaron a la inteligencia pakistaní. Las autoridades pakistaníes acusaron al coronel Rutskói de bombardear el territorio de Pakistán, lo interrogaron duramente durante 8-10 horas al día, le exigieron información sobre la composición de las tropas soviéticas, el sistema de protección de las instalaciones militares y los aeródromos, de hecho lo indujeron a traicionar; como recordó Rutskói, intentaron reclutarlo, le ofrecieron un pasaporte canadiense y dos millones de dólares estadounidenses por traicionar a su patria, pero el piloto se negó.
Al darse cuenta de que no sería posible inducir al prisionero soviético a traicionar, los militares paquistaníes lo llevaron a las afueras de un pueblo el 18 de agosto, lo introdujeron en una casa de tierra y lo pusieron de rodillas. Dentro le esperaban cuatro muyahidines armados con fusiles de asalto. Antes de la ejecución, recordó Rutskói, los militares paquistaníes le dieron una última oportunidad de revelar información clasificada del ejército soviético, pero Rutskói volvió a negarse. Los militares salieron, dejando al piloto con los muyahidines, uno de ellos le puso una ametralladora en el pecho y apretó el gatillo, pero no se disparó ningún tiro. Los militares simularon la ejecución de Rutskói, pero ni siquiera eso logró doblegarlo.
El 20 de agosto de 1988, fue entregado a los representantes diplomáticos soviéticos en Islamabad a cambio de un ciudadano pakistaní acusado de espionaje contra la URSS. El 21 de agosto, Rutskói voló a Moscú. La liberación de Rutskói fue gestionada directamente por Vladímir Kriuchkov, jefe de la Primera Dirección Principal del KGB de la URSS. Según otras informaciones, en particular según la declaración de Borís Grómov, Rutskói fue rescatado dos veces de su cautiverio.
El 8 de diciembre de 1988, por decreto del Presídium del Sóviet Supremo de la URSS, Alexandr Rutskói fue condecorado con el título de «Héroe de la Unión Soviética» con la Orden de Lenin y la Medalla de la Estrella de Oro (Medalla núm. 11589) por el valor y heroísmo demostrados durante la prestación de ayuda internacional a la República de Afganistán. En el momento de la concesión, Rutskói era coronel y había sido condecorado con la Orden de la Bandera Roja, la Orden de la Estrella Roja, la Orden de la Bandera Roja (afgana), la Orden de la Estrella, 1.er grado (afgana) y siete medallas.
En 1990 se graduó con matrícula de honor en la Academia Militar del Estado Mayor de las Fuerzas Armadas de la URSS. Defendió su tesis para la obtención del título de candidato de ciencias Militares en psicología Militar y fue destinado a la ciudad de Lípetsk como jefe del Centro de Aplicación al Combate y Reentrenamiento del Personal de Vuelo de Aviación del Frente de las Fuerzas Aéreas de la URSS.
El 24 de agosto de 1991, por decreto del presidente de la URSS Mijaíl Gorbachov, Alexandr Rutskói fue ascendido al grado militar de mayor general de división de aviación.

### Actividades políticas y gubernamentales
En 1988 ingresó en la sociedad moscovita de cultura rusa «Patria». En mayo de 1989 fue elegido vicepresidente de la junta directiva de esta sociedad. A principios de 1990 abandonó la organización.

#### Candidatura a Diputados del Pueblo de la URSS
En mayo de 1989, se presentó como candidato a diputado popular de la URSS por el distrito electoral territorial n.º 13 de Kuntsevo. La candidatura de Rutskói fue apoyada por el Comité de Distrito del PCUS y los movimientos «Patria» y «Memoria». Los confidentes de Rutskói eran el teniente coronel Valery Burkov, miembro del consejo «Patria», y el metropolita Pitirim de Volokolamsk. Sus rivales eran en su mayoría «demócratas»: el poeta Yevgueni Yevtushenko, el dramaturgo Mijaíl Shatrov, los editores de «Ogoniok» y «Yunost» — Vitaly Korotich y Andrei Deméntyev, el publicista Yuri Chernichenko, el abogado Savitsky. En la primera vuelta de las elecciones, Rutskói aventajó a todos los demás candidatos, pero en la segunda obtuvo el 30,38% de los votos a favor y el 66,78% en contra, perdiendo frente a Valentín Logunov, redactor jefe del diario Moskovskaya Pravda y partidario de Borís Yeltsin.
El 18 de marzo de 1990 fue elegido diputado popular de la RSFSR en el distrito electoral nacional-territorial n.º 52 de Kursk. En la primera vuelta, a la que se presentaron 8 candidatos, obtuvo el 12,8% de los votos. En la segunda vuelta, quedó en primer lugar, por delante de su principal rival, el sacerdote Nikodim Yermolatiy, con el 51,3% de los votos (Yermolatiy — 44,1%).
En el Primer Congreso de Diputados del Pueblo de la RSFSR fue elegido miembro del Consejo de Nacionalidades del Sóviet Supremo de la RSFSR, presidente del Comité del Sóviet Supremo para los Discapacitados, Veteranos de Guerra y del Trabajo, Protección Social de los Militares y sus Familiares, y miembro del Presídium del Sóviet Supremo.

#### En el Sóviet Supremo de la RSFSR
En junio de 1990, apoyó la Declaración de Soberanía Estatal de la RSFSR.
En la III sesión del Sóviet Supremo apoyó a Yeltsin, que condenó la actuación de los dirigentes de la URSS durante los sucesos de Vilna de enero de 1991:

¿Quién puede garantizar que mañana no veremos tanques en el terraplén del río Moskvá, junto a la Casa Blanca?

El 11 de marzo de 1991, junto con Ruslán Jasbulátov, firmó una carta contra un grupo de miembros del Presidium del Sóviet Supremo (Gorbachov, Syrovatko, Isakov y otros), que se oponían a Yeltsin y le sugerían que dejara el cargo de presidente del Sóviet Supremo.

#### Actividad política

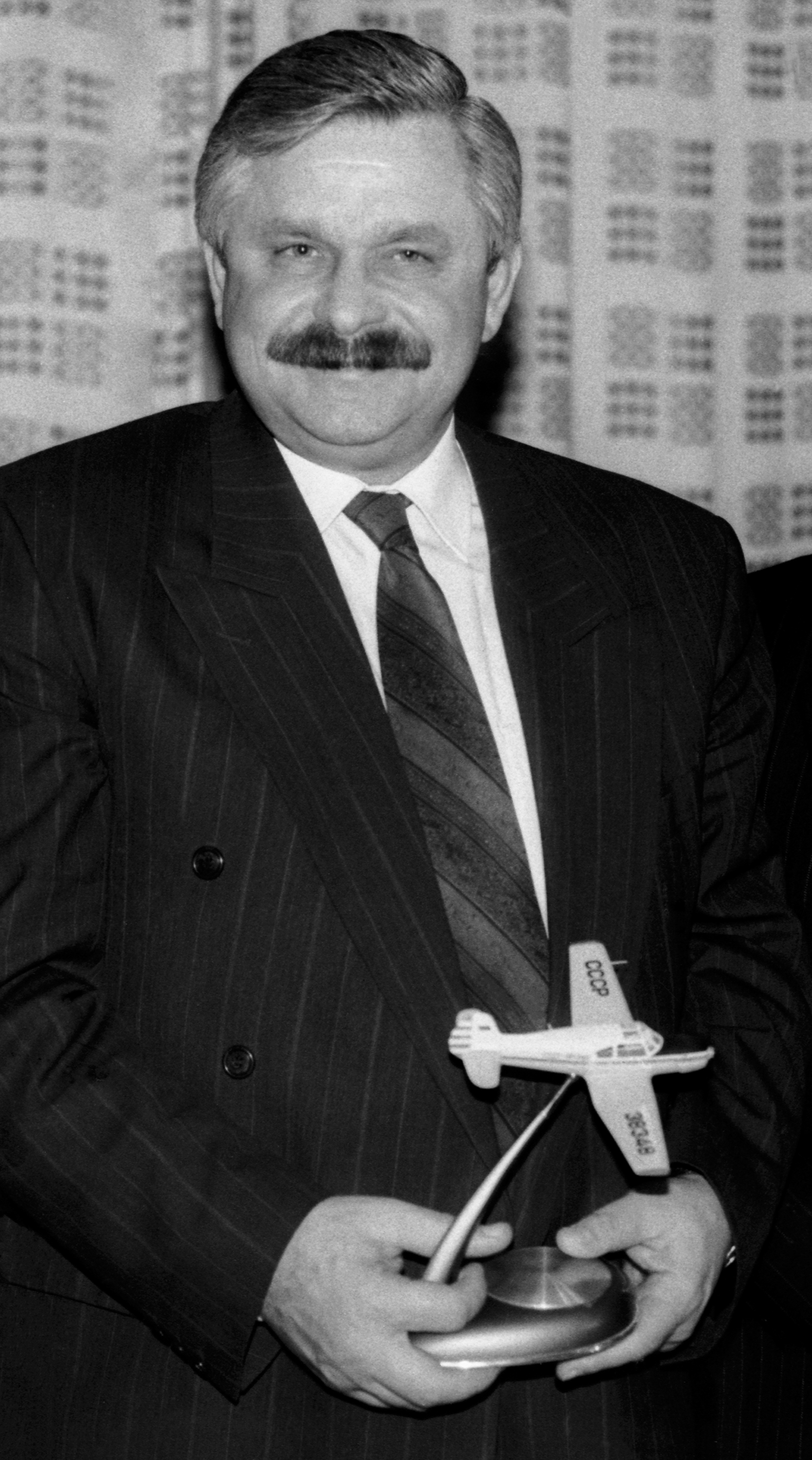
Alexandr Rutskói en noviembre de 1991

En el verano de 1990, se convirtió en delegado del Congreso Constituyente del Partido Comunista de la RSFSR (la organización republicana rusa del PCUS). Fue elegido miembro del Comité Central del Partido Comunista de la RSFSR. Posteriormente, Rutskói afirmó que había sido elegido miembro del Comité Central por iniciativa del primer secretario del Comité Central del Partido Comunista de la República, Iván Polozkov, en ausencia y sin su propio consentimiento. En julio de 1990, fue elegido delegado al XXVIII Congreso del PCUS.
El 31 de marzo de 1991, durante el III Congreso de Diputados del Pueblo de la RSFSR, anunció la creación del grupo de diputados (facción) «Comunistas por la democracia», que algunos apodaron «Lobos por el vegetarianismo». Acusó a la facción «Comunistas de Rusia» de desviarse de las decisiones de la XIX Conferencia Panunionista y del XXVIII Congreso del PCUS y anunció la intención del nuevo grupo de diputados de apoyar firmemente al Sóviet Supremo de la RSFSR en la afirmación de la soberanía de Rusia y en las medidas para superar la crisis económica. Desde abril de 1991, fue miembro del comité organizador del Partido Democrático de los Comunistas de Rusia. El 1 de julio de 1991, los medios de comunicación centrales publicaron un llamamiento «Por la unión de las fuerzas de la democracia y la reforma», que proclamaba la necesidad de crear el «Movimiento de Reformas Democráticas».
Los días 2 y 3 de julio de 1991 se celebró la conferencia fundacional del Partido Democrático de los Comunistas de Rusia (PDCR) dentro del PCUS. En la apertura de la conferencia, Rutskói, por aquel entonces ya elegido vicepresidente de la RSFSR, declaró que el partido que se iba a crear apoyaría, a diferencia del Partido Comunista de la RSFSR, al poder legalmente elegido por el pueblo de Rusia, y subrayó que el PDCR tenía la intención, guiándose por el artículo 22 de los estatutos del PCUS, de permanecer en sus filas mientras hubiera esperanzas de que la cúpula del PCUS se comprometiera con el curso de las reformas democráticas. La conferencia eligió al presidente del Consejo del PDCR.
El 6 de agosto de 1991, el pleno del Comité Central del Partido Comunista de la RSFSR expulsó a Rutskói del Comité Central por acciones contrarias a la Carta del PCUS. También se recomendó su expulsión del partido «por acciones encaminadas a dividirlo». La organización del partido del departamento político de la Fuerza Aérea, donde estaba inscrito Rutskói, apoyó la decisión del Comité Central y lo expulsó del PCUS «por actividad faccionaria».
Los días 26 y 27 de octubre de 1991, en el Primer Congreso del PDCR, el partido pasó a llamarse Partido Popular «Rusia Libre» (PPRL). Rutskoi fue elegido presidente del PPRL.
Los días 14 y 15 de diciembre de 1991, en el congreso fundacional del Movimiento Internacional para las Reformas Democráticas, fue elegido miembro del consejo político del movimiento (hasta el 26 de diciembre de 1992).
En febrero de 1992, en contra de la opinión de otros dirigentes del PPRL, participó en el Congreso de Fuerzas Civiles y Patrióticas, convocado por iniciativa de Víktor Aksyuchits.
En marzo de 1992, firmó un acuerdo con Nikolai Travkin, presidente del Partido Democrático de Rusia (PDR), sobre la cooperación entre el PPRL y la PDR. En junio de 1992, junto con Travkin y Arkady Volsky, inició la creación de la coalición centrista «Unión Civil». El 21 de junio de 1992, participó en el Foro de Fuerzas Públicas «Unión Cívica» y fue elegido miembro del consejo político asesor de la «Unión Cívica».

## Vicepresidente de la Federación Rusa (1991-1993)

### Candidatura
El 18 de mayo de 1991, fue designado candidato a la vicepresidencia junto con el candidato presidencial Borís Yeltsin. Antes hubo varias versiones sobre quién sería el candidato a la vicepresidencia: Guennadi Búrbulis, Gavriil Popov, Anatoli Sobchak, Galina Starovoitova y Serguéi Shajrai. Yeltsin eligió la candidatura de Rutskói el último día del proceso de presentación de candidaturas. Muchos «demócratas» consideraron un error este acto de Yeltsin.
El 12 de junio de 1991 fue elegido vicepresidente de la Federación Rusa junto con el presidente de la RSFSR, Borís Yeltsin. El 10 de julio asumió el cargo de vicepresidente y, en este sentido, renunció a sus poderes de diputado y a sus funciones como miembro del Sóviet Supremo de la RSFSR.

### Sucesos de agosto de 1991
Del 19 al 21 de agosto de 1991, durante el Golpe del GKChP (en ruso: Госуда́рственный комите́т по чрезвыча́йному положе́нию в СССР, romanizado: Gosudárstvenny komitet po chrezvycháinomu polozhéniyu v SSSR, abreviado como ГКЧП o GKChP), fue uno de los organizadores de la defensa del edificio del Sóviet Supremo de la Federación Rusa. La mañana del 19 de agosto, fue uno de los primeros en llegar a la Casa Blanca. El 20 de agosto, en el Kremlin, participó en las negociaciones con Anatoli Lukiánov y le dio un ultimátum, en el que una de las exigencias de los dirigentes rusos era reunirse con Mijaíl Gorbachov en las 24 horas siguientes. El 21 de agosto, junto con Iván Siláyev y Vadim Bakatin, encabezó la delegación que sacó a Mijaíl Gorbachov de Forós.
En noviembre de 1991, decretó el estado de excepción en la ASSR de Chechenia e Ingushetia, donde Dzhojar Dudáyev dio un golpe militar y se hizo con el poder. Esto provocó el inicio de una campaña de desprestigio de Rutskói en los medios de comunicación. Rutskói era partidario de la firma inmediata de un nuevo Tratado de la Unión. En diciembre de 1991, Rutskoi defendió al antiguo comandante adjunto de la OMON de Riga, el oficial ruso del Ministerio del Interior Serguéi Parfyonov, que había sido detenido en territorio de la RSFSR y trasladado a Letonia.

### Conflicto con el presidente
Rutskói criticó el Tratado de Belavezha firmado el 8 de diciembre por los dirigentes de Rusia, Ucrania y Bielorrusia, que ponía fin a la existencia de la URSS como Estado único. Al mismo tiempo, Rutskói se reunió con el presidente Gorbachov e intentó convencerle de que detuviera a Yeltsin, Shushkévich y Kravchuk. Gorbachov objetó lánguidamente a Rutskói:

Tranquilízate… el tratado no tiene fundamento jurídico… Cuando lleguen, nos reuniremos en Novo-Ogaryovo. ¡Tendremos un Tratado de la Unión para la víspera de Año Nuevo!

Del 17 al 22 de diciembre, Rutskói visitó Pakistán, Afganistán e Irán, donde negoció la liberación de prisioneros de guerra soviéticos. Tras la reunión con Rutskói, las autoridades pakistaníes entregaron a Moscú una lista de 54 prisioneros de guerra en poder de los muyahidines. Catorce de ellos seguían vivos en aquel momento. En general, sin embargo, el intento de Rutskói no tuvo mucho éxito.
A finales de 1991-1992, en una serie de discursos y publicaciones, Rutskói criticó duramente a los miembros del gabinete de Yegor Gaidar por sus innovaciones económicas, que provocaron «una subida increíble de los precios, el empobrecimiento total de la población, el descenso progresivo de la producción y el colapso del complejo militar-industrial», describiendo todo ello como consecuencia del descuido de los intereses nacionales de Rusia. Rutskói señaló la falta de profesionales en el gobierno de Yeltsin y el exceso de economistas académicos. Al mismo tiempo, llamó al gabinete de Gaidar «chicos con pantalones rosas». Posteriormente, esta frase se convirtió en un eslogan.
En respuesta, el 19 de diciembre de 1991, el presidente Yeltsin firmó un decreto por el que se transferían al Gobierno las estructuras subordinadas al vicepresidente.
En febrero de 1992, en una entrevista concedida al diario La Vanguardia, Rutskói abogó por que se pusiera fin a la investigación del GKChP y se liberara a todos los acusados.

### Gestión agrícola

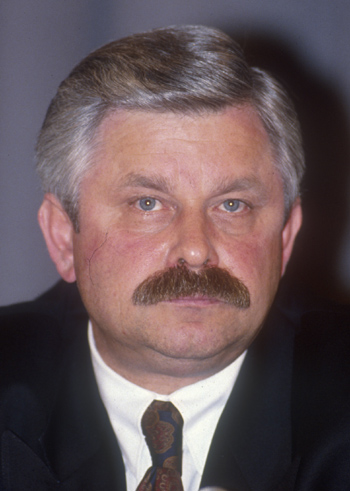
Aleksandr Vladímirovich Rutskói, 1992

Por decreto presidencial del 26 de febrero de 1992, Rutskói fue nombrado presidente de la comisión de reforma agraria ante el presidente de la Federación Rusa. En aquel momento, muchos señalaron que con ello querían deshacerse de él, recordando el ejemplo de Yegor Ligachov.
Rutskói ocupó este cargo hasta abril de 1993. Según el concepto de Rutskói, el sector agrícola no debía ser gestionado por estructuras administrativas y soviéticas, sino por las finanzas: bancos estatales-comerciales de capital mixto y privado. Al mismo tiempo, empezó a considerar la creación de un Banco de Tierras, pero la cuestión nunca se resolvió. Los subordinados directos de Rutskói crearon 17 departamentos con un número de empleados que superaba el del Ministerio de Agricultura. A propuesta suya, el gobierno creó el Centro Federal de Reforma Agraria y Agroindustrial. Rutskói dio instrucciones para recabar información sobre proyectos de construcción inacabados en el campo y buscar inversores occidentales para ellos. Apoyándose en la inversión extranjera, Rutskói pretendía impulsar la agricultura en el sur y luego extender los logros a todo el país.
En octubre de 1992 se habían elaborado tres programas de reforma agraria: el programa gubernamental adoptado oficialmente, el programa del Ministerio de Agricultura y el programa del Centro «Rutskói».

### 1992
En junio de 1992, en pleno conflicto entre Georgia y Osetia, Rutskói (Yeltsin se encontraba de visita en Estados Unidos) ordenó ataques aéreos contra las tropas georgianas que bombardeaban Tsjinvali y telefoneó al presidente de Georgia, Eduard Shevardnadze, amenazando con bombardear Tiflis. Los combates cesaron. El 24 de junio de 1992, Borís Yeltsin y Eduard Shevardnadze, con la participación de representantes de Osetia del Norte y Osetia del Sur, firmaron el acuerdo de alto el fuego de Sochi.
En abril del mismo año, en plena guerra de Transnistria, visitó Tiráspol. Según sus propias palabras, envió un ultimátum al presidente moldavo Mircea Snegur para que cesara el fuego.

### 1993
El 8 de octubre de 1992, Rutskói dirigió la comisión interdepartamental del Consejo de Seguridad de la Federación Rusa para la lucha contra la delincuencia y la corrupción, creada por decreto presidencial.
El 19 de febrero de 1993 se publicó el programa detallado de 12 puntos de Rutskói para luchar contra la delincuencia y la corrupción, titulado «Es peligroso vivir así».
Durante la crisis constitucional, en vísperas del discurso televisado de Borís Yeltsin el 20 de marzo de 1993, Rutskói se negó a aprobar el proyecto de decreto presidencial «Sobre el régimen de gestión especial para superar la crisis de poder» y envió a Yeltsin una carta en la que advertía de la inminente escisión de la sociedad y el Estado, llamando la atención sobre el carácter inconstitucional del decreto. En una sesión extraordinaria del Sóviet Supremo de la Federación Rusa celebrada el 21 de marzo, Rutskói condenó abiertamente las acciones del presidente y pidió al Sóviet Supremo, al Tribunal Constitucional y a la Fiscalía General que abordaran el asunto de forma tranquila y democrática.
El 16 de abril, Rutskói resumió los resultados del trabajo de la comisión interdepartamental de lucha contra la delincuencia y la corrupción en la sesión del Sóviet Supremo: citó numerosos hechos de violaciones de la legislación vigente por parte de algunos representantes de las altas esferas del poder, y dijo que tenía a su disposición 11 maletas de documentos con pruebas. Las listas de culpables incluían a Yegor Gaidar, Guennadi Búrbulis, Mijaíl Poltoranin, Vladimir Shumeiko, Alexandr Shojín, Anatoli Chubáis y Andréi Kozyrev. El Parlamento decidió enviar los documentos presentados a la fiscalía. Según Rutskói, estos documentos fueron robados de su despacho tras los sucesos de octubre de 1993.
Tras el referéndum gubernamental del 25 de abril de 1993, Borís Yeltsin relevó a Alexandr Rutskói de todos sus poderes.
El 29 de abril se aprobó la creación de una comisión especial del Sóviet Supremo para investigar la corrupción de altos cargos. Ese mismo día, Rutskói fue suspendido de la dirección de la comisión interdepartamental y se le prohibió reunirse con los ministros de seguridad.
Andréi Makárov fue nombrado jefe del departamento encargado de garantizar las actividades de la comisión interdepartamental del Consejo de Seguridad de la Federación Rusa para la lucha contra la delincuencia organizada y la corrupción. En agosto del mismo año, la comisión acusó al propio Alexandr Rutskói de transacciones financieras ilegales.

### Suspensión de funciones
El 16 de junio, Rutskói anunció que entregaría a la Fiscalía las maletas con los kompromat. El 23 de julio, el Sóviet Supremo privó de inmunidad parlamentaria a Vladimir Shumeiko, que posteriormente fue suspendido como vice primer ministro primero «hasta que concluya la investigación», aunque finalmente se archivó la causa penal. En respuesta, Yeltsin destituyó al ministro de Seguridad, Víktor Baránnikov, acusándole de ayudar a Rutskói a reunir maletas de kompromat.
El 29 de agosto, se prohibió a Rutskói entrar en el Kremlin y se precintó su despacho. Rutskói ordenó a su chófer que se dirigiera al edificio del Sóviet Supremo, donde se le asignó un despacho provisional en la 3.a planta por orden de Ruslán Jasbulátov.
El 1 de septiembre de 1993, el vicepresidente Rutskói fue «suspendido temporalmente de sus funciones» por decreto presidencial. El 3 de septiembre, el Sóviet Supremo decidió enviar una petición al Tribunal Constitucional con la solicitud de que comprobara la conformidad con la Ley Fundamental de las disposiciones del decreto presidencial del 1 de septiembre relativo a la suspensión temporal del vicepresidente Alexandr Rutskói. El decreto quedó suspendido a la espera de que el Tribunal Constitucional resolviera el caso.

### Eventos de octubre
Después de que el Decreto n.º 1400 del presidente Borís Yeltsin, del 21 de septiembre de 1993, anunciara el cese «del ejercicio por el Congreso de los Diputados del Pueblo y el Sóviet Supremo de la Federación Rusa de sus funciones legislativas, administrativas y de control» a partir del 21 de septiembre, el Tribunal Constitucional, reunido al mismo tiempo, declaró inconstitucional la actuación de Yeltsin y el Decreto n.º 1400 como causa de cese inmediato de sus poderes en virtud del artículo 121-6 de la Constitución (Ley Fundamental) de la Federación Rusa (RSFSR) de 1978. Este artículo de la constitución y el artículo 6 de la ley «Sobre el Presidente de la RSFSR» establecían:

Los poderes del presidente de la Federación Rusa no podrán utilizarse para modificar la estructura nacional-estatal de la Federación Rusa, disolver o suspender las actividades de cualesquiera órganos del poder estatal legalmente elegidos, de lo contrario cesarán inmediatamente.

En la noche del 21 al 22 de septiembre, el Sóviet Supremo de la Federación Rusa, basándose en el dictamen del Tribunal Constitucional, adoptó una resolución por la que se ponía fin a los poderes del presidente Borís Yeltsin desde el momento de la promulgación del Decreto n.º 1400 y se transferían temporalmente los poderes, de conformidad con la Constitución, al vicepresidente Alexandr Rutskói. El 22 de septiembre a las 00:25, Rutskói asumió el cargo de presidente de Rusia y anuló el decreto inconstitucional del expresidente Yeltsin. Rutskói fue reconocido como presidente en funciones por las autoridades ejecutivas y representativas de algunas regiones; casi todos los sóviets regionales reconocieron el decreto de Yeltsin como inconstitucional.
En la noche del 23 al 24 de septiembre de 1993, el X Congreso Extraordinario de Diputados del Pueblo de la Federación Rusa aprobó las decisiones del Sóviet Supremo de poner fin a los poderes del presidente Borís Yeltsin y transferirlos al vicepresidente, y declaró las acciones de Yeltsin un golpe de Estado.
Uno de los primeros decretos de Rutskói como presidente en funciones fue nombrar nuevos ministros de los organismos de seguridad. El ministro de Defensa pasó a ser Vladislav Achalov, el de Interior, Andrei Dunayev, y el de Seguridad, Víktor Baránnikov.
El 2 de octubre, Alexandr Rutskói firmó un decreto destituyendo a Víktor Chernomyrdin del cargo de presidente del Consejo de Ministros, que no tuvo consecuencias prácticas.
El 3 de octubre, desde el balcón de la Casa de los Sóviets, Rutskói llamó a asaltar el Ayuntamiento de Moscú (antiguo edificio del Consejo de Ayuda Mutua Económica) y el Centro de Televisión de Ostánkino. Como recuerda el propio Rutskói, la decisión de asaltar la alcaldía se tomó después de que desde allí se abriera fuego contra los manifestantes que se habían acercado al edificio del Sóviet Supremo. Descendiendo del balcón de la Casa Blanca, Rutskói dijo a Albert Makashov, su viceministro de Defensa designado, que no había necesidad de asaltar Ostánkino, sino solo de reclamar las ondas por medios pacíficos.
Rutskói escribe lo siguiente en sus memorias:

Reconozco que mi primer impulso no fue bien pensado. No es de extrañar para un hombre que casi no había dormido durante doce días en un espacio confinado, una avalancha de desinformación y una intensa confrontación psicológica. Pero, al darme cuenta rápidamente de que aún no disponíamos de fuerzas suficientes para resolver este problema de forma incruenta, di marcha atrás en mi decisión y ordené no ir al centro de TV. Pero ya no era posible contener a la enfurecida masa de gente, ante cuyos ojos sus partidarios eran brutalmente golpeados y fusilados. Las llamadas para ir a Ostánkino surgieron de la multitud de manifestantes mucho antes de que yo diera una orden similar.

Según la conclusión de la comisión de la Duma Estatal para el estudio y análisis adicionales de los acontecimientos que tuvieron lugar en la ciudad de Moscú del 21 de septiembre al 5 de octubre de 1993:

Con el fin de obtener una «retransmisión en directo» para la dirección del Sóviet Supremo, un convoy de partidarios del Sóviet Supremo fue enviado al centro de televisión de Ostánkino por orden del presidente en funciones de la Federación Rusa Rutskói, encabezado por el diputado popular de la Federación Rusa Konstantinov y el coronel general Makashov, que fueron autorizados a negociar con la dirección y la seguridad del centro de televisión. El convoy fue seguido por una gran columna de manifestantes a pie que se dirigían hacia el centro de televisión. Para garantizar la seguridad durante las negociaciones y mantener el orden entre los manifestantes, el convoy incluía a 16 miembros de unidades de seguridad adicionales del Sóviet Supremo, que llevaban armas y estaban subordinados a Makashov. No estaba prevista la toma violenta del centro de televisión de Ostánkino.

Asimismo, en opinión de la comisión, algunas acciones ilegales, en su mayoría espontáneas, de algunos partidarios del Soviet Supremo cerca del centro de televisión (en particular, embestir las puertas del centro de televisión con un camión) no pueden considerarse un «asalto» al centro de televisión.
Según los recuerdos de Yeltsin, Rutskói llamó al comandante de las Fuerzas Aéreas Deinekin y le instó a acudir en su ayuda. Según el vicepresidente primero del Sóviet Supremo, Yuri Voronin, que también se encontraba en la sitiada Casa de los Sóviets, el propio Rutskói no creía en la ayuda de los generales de alto rango:

¿Qué? —le dijo a Jasbulátov— ¿estarán Kobets, Volkogonov y Sháposhnikov del lado del Sóviet Supremo cuando Yeltsin, después del 2 de enero de 1992, les permitió retroactivamente privatizar prácticamente gratis las costosas dachas del Ministerio de Defensa? ¡Ni hablar!

El 3 de octubre de 1993, a las 18:00 horas, Yeltsin firmó un decreto por el que se relevaba a Rutskói de sus funciones como vicepresidente de la Federación Rusa (según el artículo 121.10 de la Constitución vigente, el vicepresidente sólo podía ser destituido por el Congreso de los Diputados del Pueblo sobre la base del dictamen del Tribunal Constitucional) y se le expulsaba del ejército.
El 4 de octubre, en directo en la emisora de radio Ejo Moskvy durante el asalto a la Casa Blanca, Rutskói gritó: «¡Si los pilotos pueden oírme, levanten sus vehículos de combate! Esta banda está en el Kremlin y en el Ministerio del Interior, y desde allí tienen el control. Os lo ruego: ¡salvad al pueblo moribundo! ¡Salvad a la agonizante democracia!». Rutskói afirma haber visto morir a personas por el impacto de proyectiles de tanque contra las ventanas de la Casa Blanca.
Después de que las tropas asaltaran el edificio del Sóviet Supremo y derrotaran completamente a sus partidarios la noche del 4 de octubre de 1993, Rutskói fue detenido, acusado de organizar disturbios masivos los días 3 y 4 de octubre de 1993 (artículo 79 del Código Penal de la RSFSR), tras lo cual fue llevado al centro de detención de Lefórtovo. Yeltsin continuó al frente de Rusia, y el 3 de julio de 1996 fue elegido de nuevo presidente y tomó posesión del cargo un mes después, el 9 de agosto.
El 25 de diciembre de 1993 entró en vigor la Constitución de la Federación Rusa, aprobada por votación popular, que suprimió el cargo de vicepresidente (la votación en sí no se basó en la Ley de la RSFSR «Sobre el Referéndum de la RSFSR», sino en el decreto de Yeltsin). El 26 de febrero de 1994, Rutskói fue puesto en libertad en relación con un decreto de «amnistía» aprobado por la Duma Estatal (aunque nunca fue juzgado), pero él no firmó que estaba de acuerdo con la amnistía porque no había admitido su culpabilidad. Yeltsin exigió que no se concediera ninguna amnistía. El informe de la Comisión de la Duma Estatal para el Estudio y Análisis Adicional de los Acontecimientos del 21 de septiembre al 5 de octubre de 1993, en el que se cita a un antiguo miembro del Consejo Presidencial, Alexei Kazannik (que fue nombrado Fiscal General por Yeltsin al día siguiente del asalto a la Casa de los Sóviets), se afirma que Yeltsin y su entorno sugirieron a Kazannik que Rutskói y otras personas que se habían opuesto a la dispersión del Congreso y del Sóviet Supremo fueran juzgados con arreglo al artículo 102 del Código Penal de la RSFSR (asesinato premeditado con agravantes), que preveía la pena de muerte. Kazannik respondió diciendo a Yeltsin que no había motivos legales para la aplicación de este artículo. Rutskói confirma este hecho en sus memorias.
Según Rutskói, tras los sucesos de octubre, se encontró por primera vez con Yeltsin en 1997, en la feria de Nizni Nóvgorod, donde éste le tendió la mano con estas palabras: «Alexandr Vladimírovich, quien recuerde lo viejo, que lo pierda de vista». Tras la dimisión de Yeltsin como presidente de la Federación Rusa, Rutskói recibió una carta suya con sello presidencial en la que escribía: «muy a mi pesar, usted, Alexandr Vladímirovich, tenía razón sobre cómo acabará todo esto», y añadía «si puede, perdóneme».
El 3 de octubre de 2013, en el programa «Poedínok» del canal de televisión «Rossiya 1», Rutskói propuso reconsiderar la decisión de la Duma Estatal sobre la amnistía reabriendo la instrucción de la causa penal sobre los sucesos del 21 de septiembre al 4 de octubre de 1993, y enviar después el expediente a los tribunales.

#### Tras los sucesos de octubre de 1993
A principios de diciembre de 1993, un equipo de investigación de la Fiscalía de Moscú descubrió que el detenido Rutskói no tenía ninguna relación con «Trade Links Ltd.» ni con su cuenta bancaria. Se descubrió que el contrato de fideicomiso en virtud del cual Rutskoi era el propietario de «Trade Links Ltd.» era falso.
En febrero de 1994, se unió al grupo de iniciativa del movimiento público «Consentimiento en nombre de Rusia» (entre los firmantes del llamamiento sobre la creación del movimiento estaban Valery Zorkin, Guennadi Ziugánov, Serguéi Baburin, Stanislav Govorujin, Serguéi Gláziev y otros).
De abril de 1995 a diciembre de 1996 era fundador y presidente del Movimiento Social-Patriótico «Derzhava». En agosto de 1995, en el segundo congreso del movimiento «Derzhava», Rutskói encabezó la lista federal del movimiento para las elecciones a la Duma Estatal, con Viktor Kobelev y Konstantin Dushenov en segundo y tercer lugar. Sin embargo, el movimiento sólo obtuvo el 2,57% (1.781.233 en términos numéricos) de los votos populares en las últimas elecciones del 17 de diciembre y no superó el umbral del 5%.
El 25 de diciembre de 1995, la Comisión Electoral Central (CEC) registró un grupo de iniciativa para presentar la candidatura de Rutskói a la presidencia. El 10 de abril de 1996, Rutskói anunció que retiraba su candidatura del registro de la CEC e instó a sus seguidores a votar a Guennadi Ziugánov en las elecciones presidenciales. Poco antes, el 18 de marzo, se había unido a la coalición que proponía a Ziugánov para la presidencia.
Participó activamente en la campaña electoral de Ziugánov. A principios de abril, participó en el viaje electoral de Guennadi Ziugánov a ciudades de las óblasts de Vorónezh y Lípetsk. El 6 de junio de 1996, visitó Arcángel como parte de su campaña electoral.
Desde agosto de 1996 era copresidente de la Unión Patriótica Popular de Rusia. En noviembre de 1996 defendió su tesis para la obtención del título de candidato a ciencias económicas. En 1999 defendió su tesis para obtener el título de doctor en ciencias económicas. Autor de los libros: «La reforma agraria en Rusia», «Los protocolos Lefortovo», «El colapso del poder», «Pensamientos sobre Rusia», «Encontrar la fe», «Rutskói desconocido», «Sobre nosotros y sobre mí mismo», «Otoño sangriento».

## Gobernador de la óblast de Kursk (1996-2000)
Rutskói anunció su intención de presentarse a gobernador de la óblast de Kursk ya el 9 de abril en Vorónezh, durante la campaña electoral de Ziugánov.
A principios de septiembre de 1996, el grupo de iniciativa para nombrar a Rutskói gobernador de la óblast de Kursk presentó a la comisión electoral regional más de 22 mil firmas de residentes de la región. El 9 de septiembre, la Comisión Electoral se negó a inscribir a Rutskói alegando que, según la ley, un candidato a gobernador debe haber vivido en Kursk al menos un año. Rutskói, como ciudadano honorable de Kursk que llevaba 18 años viviendo en la óblast, apeló. El 25 de septiembre, el Tribunal Supremo ruso confirmó la decisión de la comisión electoral de Kursk, tras lo cual él presentó un recurso de casación. El 16 de octubre, el Presídium del Tribunal Supremo de la Federación Rusa anuló la decisión de la comisión electoral de Kursk, y el 17 de octubre, dos días antes de la votación, la comisión electoral de la óblast de Kursk registró a Alexandr Rutskói como candidato al puesto de jefe de la administración regional.
Alexandr Mijailov, candidato a gobernador por el Partido Comunista de la Federación Rusa, retiró su candidatura un día antes de la votación.
El 20 de octubre de 1996, fue elegido jefe de la Administración de la óbast de Kursk con el apoyo de la Unión Patriótica Popular de Rusia por una abrumadora mayoría de votos (78,9%).
De 1996 a 2000, fue jefe de la administración de la óblast de Kursk, miembro del Consejo de la Federación, miembro del Comité de Política Económica del Consejo de la Federación.

## Actividad posterior
En octubre de 2000, Rutskói se presentó a las elecciones como jefe de la administración del óblast de Kursk. Sin embargo, unas horas antes de la votación del 22 de octubre, fue suspendido de las elecciones por el Tribunal Regional de Kursk por utilización de su cargo oficial, datos falsos sobre su patrimonio personal, violaciones de la campaña electoral, etc.
La protesta de Rutskói ante el Tribunal Supremo de la Federación Rusa contra la decisión del Tribunal Regional de Kursk de anular el registro fue examinada por el Colegiado Civil del Tribunal Supremo y rechazada el 2 de noviembre de 2000.
En diciembre de 2001, la fiscalía de la óblast de Kursk interpuso una demanda contra Rutskói. La demanda estaba relacionada con la privatización ilegal de un piso de cuatro habitaciones (realizada en julio de 2000). Posteriormente, Rutskói fue acusado en virtud del artículo 286 del Código Penal de la Federación Rusa (abuso de poder). El caso se archivó por falta de corpus delicti, ya que no se presentaron pruebas en la causa.
En 2001-2003 fue vicerrector de la Universidad Estatal Social de Rusia.
En 2003, participó en la elección de diputados a la Duma Estatal en uno de los distritos de la óblast de Kursk. No se le permitió participar en las elecciones, ya que su inscripción como candidato fue anulada por el Tribunal Supremo debido a que facilitó información incorrecta sobre su lugar de trabajo a la comisión electoral.
Desde 2007 es presidente del Consejo de Administración de una gran fábrica de cemento de la óblast de Vorónezh.
Desde el 31 de mayo de 2013, es miembro del Consejo Público del Comité de Investigación de la Federación Rusa.
Desde noviembre de 2013, es miembro del Patronato de la Organización Pública Panrusa «Comité de Apoyo a las Reformas del Presidente de Rusia».
Apoyó la ocupación y anexión rusa de Crimea y la implicación de Rusia en la guerra en el este de Ucrania. Habló de «la necesidad de forzar a Ucrania a la paz» siguiendo el ejemplo de Moldavia y Georgia: según él, Rusia debería considerar incluso lanzar ataques con misiles sobre territorio ucraniano si Kiev no accede a las exigencias de Moscú.
En verano de 2014, intentó presentarse a las elecciones a gobernador de la óblast de Kursk, pero no fue inscrito por problemas para pasar el filtro municipal.
En febrero de 2015, al comentar el asesinato de Borís Nemtsov en el canal de televisión «Dozhd», afirmó que Kiev, Bruselas y Washington estaban «detrás de este crimen».
Desde 2015 es Presidente del Consejo de Administración de «Servicio de Referencia Unido» LLC.
En 2015, participó en la creación del Partido Unido Agrario-Industrial de Rusia.
En 2016, en las elecciones a la Duma Estatal de la séptima convocatoria, se presentó a diputado como miembro de la parte federal de la lista del partido Patriotas de Rusia y de un distrito uninominal de la óblast de Kursk.
Apoyó la invasión de Ucrania por parte de Rusia el 24 de febrero de 2022. En noviembre de ese mismo año, afirmó que «si me llamaran, sólo me alegraría... No me negaré, iré a trabajar».
A principios de 2023, criticó las acciones del ejército ruso contra la población de Ucrania, calificó la invasión de «estupidez» y «tragedia», y acusó de traición a «quienquiera que haya organizado todo esto en Moscú».

## Condecoraciones
Héroe de la Unión Soviética ( Unión Soviética, 08 de diciembre de 1988).
 Orden de Lenin ( Unión Soviética, 08 de diciembre de 1988).
 Orden de la Bandera Roja ( Unión Soviética, 09 de septiembre de 1986).
 Orden de la Estrella Roja ( Unión Soviética, 27 de noviembre de 1985).
 Medalla Conmemorativa del 300.º Aniversario de la Armada de Rusia ( Rusia, 10 de febrero de 1996).
 Medalla Conmemorativa del 850.º Aniversario de Moscú ( Rusia, 26 de febrero de 1997).
 Medalla Conmemorativa por el Centenario del Natalicio de Lenin ( Unión Soviética, 05 de noviembre de 1969).
 Medalla de Veterano de las Fuerzas Armadas de la URSS ( Unión Soviética, 20 de mayo de 1976).
 Medalla del 50.º Aniversario de las Fuerzas Armadas de la URSS ( Unión Soviética, 26 de diciembre de 1967).
 Medalla del 60.º Aniversario de las Fuerzas Armadas de la URSS ( Unión Soviética, 28 de enero de 1978).
 Medalla del 70.º Aniversario de las Fuerzas Armadas de la URSS ( Unión Soviética, 28 de enero de 1988).
 Medalla por Servicio Impecable 1.er Grado ( Unión Soviética).
 Medalla por Servicio Impecable 2.do Grado ( Unión Soviética).
 Medalla por Servicio Impecable 3.er Grado ( Unión Soviética).
 Coraza «Al Guerrero-Internacionalista» ( Unión Soviética).
 Calificación de clase «Piloto militar-francotirador» ( Unión Soviética).
 Orden de la Bandera Roja ( República Democrática de Afganistán).
 Orden de la Estrella ( República Democrática de Afganistán).
 Orden del Valor ( República Democrática de Afganistán).
 Orden de la Amistad de los Pueblos ( República Democrática de Afganistán).
 Medalla «10 años de la Revolución de Saur» ( República Democrática de Afganistán).
 Medalla «Al guerrero-internacionalista de parte del agradecido pueblo afgano» ( República Democrática de Afganistán).
 Orden de la República ( Transnistria).
 Orden de Suvórov de 1.a Clase ( Transnistria).
 Orden «Por el valor personal» ( Transnistria).
 Orden del Santo Príncipe Daniel de Moscú 2.a Clase (Iglesia ortodoxa rusa).